# Các chiến dịch đàn áp Ba Lan của Liên Xô (1939–1946)
Sau khi Cuộc tấn công Ba Lan được phát động bởi cả Liên Xô và Đức Quốc Xã, các chiến dịch khủng bố và đàn áp người Ba Lan của Liên Xô đã bắt đầu được tiến hành và thúc ép triệt để, sau khi Đức và Liên Xô phân chia Ba Lan làm đôi. Liên Xô đã từ chối công nhận Ba Lan sau khi xâm lược nước này. Cả Đức và Nga đều có sự căm ghét với nhà nước và dân tộc Ba Lan, và coi việc tiêu diệt Ba Lan là mục tiêu tối thượng. Từ năm 1939 tới 1941, cả Đức và Nga tiến hành các cuộc gặp riêng rẽ, nổi bật như Hội nghị Gestapo–NKVD để định đoạt số phận dân tộc và nhà nước Ba Lan, với chung mục tiêu là hủy diệt tận gốc bất kỳ những gì mà Ba Lan có được, cho tới khi Chiến dịch Barbarossa được tiến hành.
Khi Hiệp ước Xô-Đức tan rã, Liên Xô đã cầm tù tới 500.000 người Ba Lan ở mọi chức vụ và vị trí, từ thường dân tới tu sĩ, và cả binh lính tới tri thức. Một số cho rằng các chính sách đàn áp của người Nga Xô viết với Ba Lan, thậm chí còn tồi tệ hơn hẳn so với những gì mà người Đức để lại.
Các dân tộc có tư tưởng chống Ba Lan như người Ukraina, người Do Thái và cả người Rusyn, người Belarus, ban đầu cảm thấy lạc quan với sự xuất hiện của người Nga Xô viết, nhưng dần dần biến mất sau khi Liên Xô khủng bố tất cả những cộng đồng dân tộc này cùng một lúc, bất chấp quan điểm chính trị riêng biệt. Khoảng 150.000 cho tới 500.000 người Ba Lan đã chết trong chiến dịch diệt chủng và trấn áp tàn bạo của nhà nước Nga Xô viết.

## Thời kỳ khủng bố thời chiếm đóng

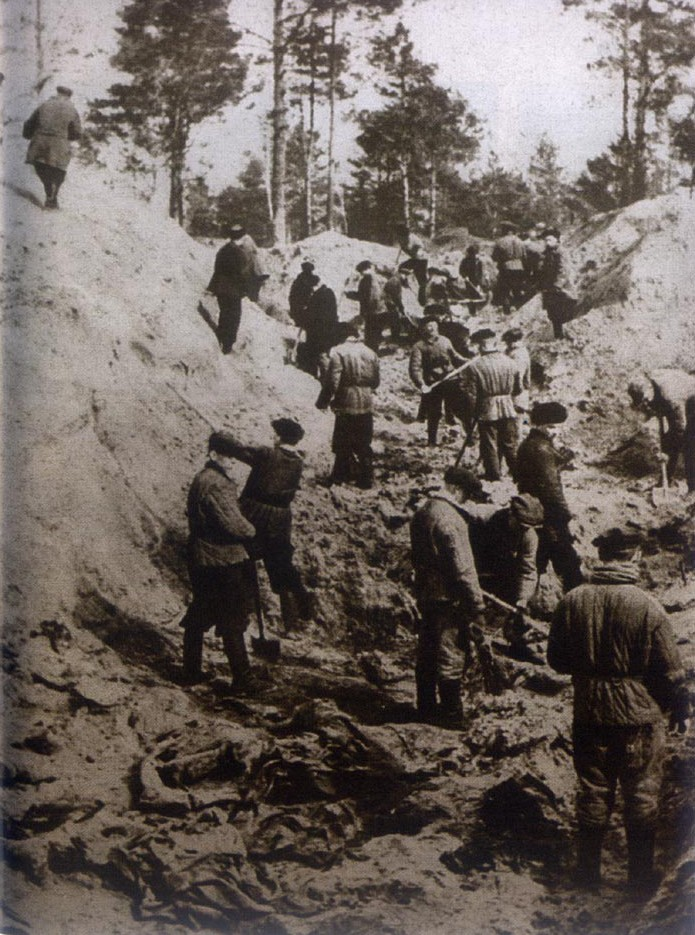
Khai quật tử thi nạn nhân của Thảm sát Katyn.

### Khủng bố và giết chóc
Liên Xô chưa bao giờ tuyên bố chiến tranh chính thức với Ba Lan, song đã ngừng công nhận nước này sau khi xâm lược Ba Lan cùng với Đức Quốc xã. Bản thân Liên Xô cũng không ký công ước về tù binh chiến tranh nên nhiều tù binh Ba Lan bị bạc đãi trong chế độ Xô viết, khi Nga coi họ là những "phần tử nổi loạn" ở Tây Ukraina và Tây Belarus/Kresy của Ba Lan chứ không phải là binh lính một quốc gia chính quy, cũng như bị đi đày ở trong các Trại cải tạo lao động của Liên Xô, cũng như sẵn sàng giết hại bất kỳ ai mà người Nga tin là có ý đồ phản kháng Liên Xô của Ba Lan. Một trong số đó chính là cuộc Thảm sát Katyn mà Iosif Vissarionovich Stalin ra lệnh để giết tất cả những người Ba Lan kháng chiến.
Ngoài ra, nhà nước Xô viết còn coi những người phục vụ cho Đệ Nhị Cộng hòa Ba Lan là "'phản cách mạng" và "tội phạm". Nhiều tri thức Ba Lan bị bắt giữ như Leon Kozłowski, Aleksander Prystor, Stanisław Grabski, Stanisław Głąbiński, và gia đình Baczewski. Đến năm 1940, Liên Xô còn tiến hành trấn áp tàn bạo cả những người đồng minh cộng sản Ba Lan như Władysław Broniewski, Aleksander Wat, Tadeusz Peiper, Leopold Lewin, Anatol Stern, Teodor Parnicki, Marian Czuchnowski, v.v. Các Phiên toà kangaroo được lập ra để tiến hành giết hại vô cớ bất kỳ người Ba Lan nào, tổng cộng 65.000 người Ba Lan đã chết trong ngục của người Nga.

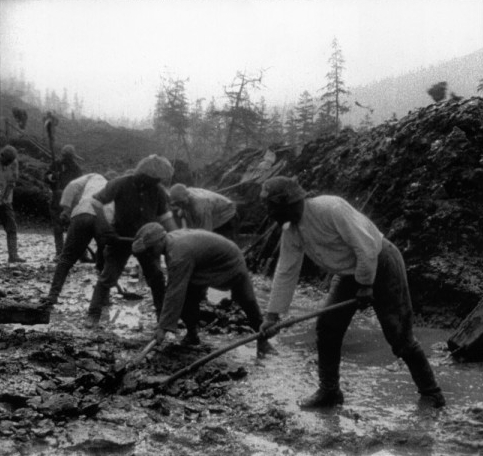
"Con đường xương máu" được xây dựng bởi tù nhân Gulag, bao gồm cả công dân Ba Lan.

### Trục xuất và lưu đày
Ngoài ra, trong suốt cả thời kỳ Liên Xô cai trị Ba Lan trong Chiến tranh thế giới thứ hai, Liên Xô còn dùng cả những phương thức bức hại dã man như đày sang phía đông, chủ yếu là sang Xibia. Các nhà tù thường bị chật kín người Ba Lan cáo buộc là "phản cách mạng" và chống Nga Xô viết. Những hành vi cưỡng bức khá dã man và có chọn lọc, tính toán kỹ lưỡng theo một quá trình cưỡng bức di cư có chủ đích. Khoảng một triệu người Ba Lan đã phải đi đày ở Siberia. Theo sử gia Norman Davies, khi thỏa thuận Sikorski-Mayski được ký năm 1941, một nửa số tù nhân Ba Lan đó đã chết vì đày đọa bởi người Nga.
Tới 55% người Ba Lan bị đi đày là phụ nữ.
Theo luật Liên Xô, những vùng đất trong vùng Liên Xô sáp nhập, gọi là "cựu Ba Lan", đều được cấp quy chế công dân và hộ chiếu Liên Xô, tuy vậy thực tế người Nga Xô viết cố ý gây khó dễ để ép buộc người dân Ba Lan chấp nhận quốc tịch Liên Xô, và đe dọa sẽ trục xuất họ về Đức nếu trái lệnh.

### Cải cách ruộng đất và tập thể hóa
Hồng Quân tỏ ra khá lờ mờ về ý định của họ ở Ba Lan một cách chủ ý, lấy cớ họ đến để giải phóng Ba Lan khỏi Đức Quốc xã, làm ngạc nhiên nhiều người Ba Lan, bao gồm cả công dân gốc Do Thái. Sau khi thu phục lòng dân Ba Lan, người Nga tiến hành cướp bóc, phá hoại, quốc hữu hóa, kiểm soát, ngăn cản tư nhân sở hữu tài sản và chà đạp cuộc sống người Ba Lan công khai, xách động hiềm khích giữa người Ba Lan với lực lượng xâm lược Liên Xô. NKVD cũng cố ý tiến hành cải cách ruộng đất và tập thể hóa, ép người Ba Lan phải vào các trại nông thôn tập trung Kolkhoz, khiến nhiều người Ba Lan mất đi những điều kiện sống và sinh hoạt cần thiết và làm nghèo thêm đất nước này.

### Xóa bỏ hệ thống luật pháp và xã hội Ba Lan

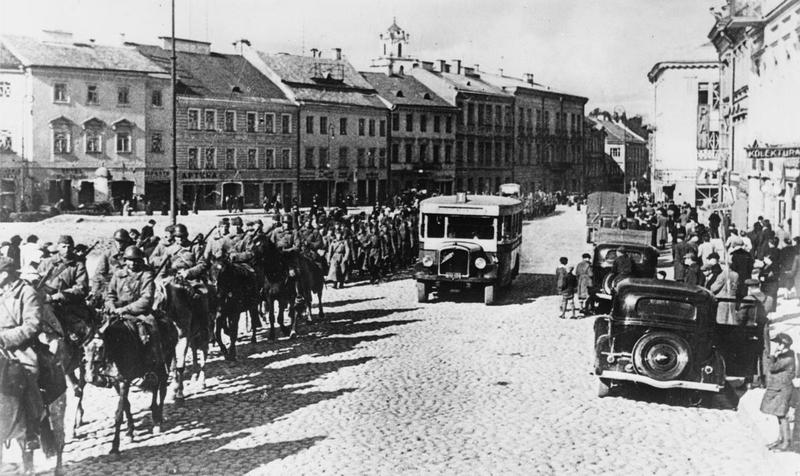
Lính Xô viết tiến vào Wilno bằng kỵ binh khiến cho Ba Lan không thể phòng thủ kịp thời.

Trong khi người Đức kỳ thị Ba Lan từ chủ nghĩa chủng tộc Aryan cực đoan, người Nga kỳ thị Ba Lan từ chủ nghĩa dân tộc lẫn tư tưởng cộng sản giáo điều theo Chủ nghĩa Stalin. Người Nga tiến hành cùng lúc Xô viết hóa và Nga hóa tại các vùng đất chiếm được. Nổi bật nhất của việc này là việc người Nga dựng nên hai cuộc trưng cầu ý dân giả mạo vào ngày 22 tháng 10 năm 1939 để sáp nhập Tây Belarus và Tây Ukraina vào Nga Xô viết.
Theo đó, các hệ thống luật pháp và giáo dục Ba Lan đều bị đóng cửa, kiểm duyệt và chỉ được mở lại dưới sự kiểm soát từ chế độ Xô viết. Đại học Lwów là điển hình, khi chính quyền cộng sản Nga xâm lược quyết định cải cách hệ thống giáo dục cho phù hợp với sự kiểm duyệt mà nhà nước Xô viết tiến hành theo đạo luật Văn sách Cao học Liên Xô bấy giờ, bắt đầu từ năm 1940. Hệ thống học phí bị hủy bỏ, cũng như hệ thống giáo dục Ba Lan bấy giờ, khiến cho nhiều người Ba Lan và cả Ukraina đều không thể theo học. Người Liên Xô cũng chủ ý thiết lập những khoa ngành về Tiếng Nga, Văn học Nga và thậm chí là Chủ nghĩa Marx–Lenin, Chủ nghĩa duy vật biện chứng và lịch sử, cũng được thiết lập để gia tăng con đường Nga hóa và Xô viết hóa. Ngoài ra, Đại học Kharkiv và Đại học Kiev cũng chịu ảnh hưởng, trong đó có cả việc xóa sổ các khoa Tiếng Ba Lan và Văn học Ba Lan.
Ngoài ra, người Nga cũng có ý định xóa bỏ mọi dấu tích Ba Lan, bao gồm cả văn hóa. Đồng złoty bị xóa bỏ vào ngày 21 tháng 12 năm 1939 và bị thay thế bằng Rúp Xô viết mà không có hệ thống chuyển dịch tiền tệ, khiến nhiều người mất sạch toàn bộ các khoản tiền họ dành dụm được trước đây.
Truyền thông cũng bị kiểm duyệt ngặt nghèo và khủng bố theo kiểu Xô viết. Ngoại trừ các tổ chức Cộng sản, các tổ chức dân túy, dân chủ và cả tôn giáo đều bị trấn áp, kiểm duyệt. Nông nghiệp bị tập trung hóa, và các cơ quan kinh doanh đều bị chính phủ kiểm soát.

### Căng thẳng sắc tộc
Người Nga đã sử dụng khéo léo xung đột sắc tộc giữa người Ba Lan và các dân tộc khác, qua đó kêu gọi những dân tộc đối nghịch với Ba Lan như người Ukraina, Belarus, Litva và Slovakia "nổi loạn để chống lại 20 năm áp bức bởi Ba Lan". Ba Lan bị mô tả như là quốc gia tư bản chủ nghĩa "đàn áp người nghèo, công nhân và dân tộc thiểu số" theo truyền thông Xô viết, qua đó xách động các cuộc nổi loạn giữa những nhóm dân tộc này để tấn công cả quân phát xít lẫn người Ba Lan. Vẫn chưa rõ có bao nhiêu thương vong.

## Ba Lan tái lập

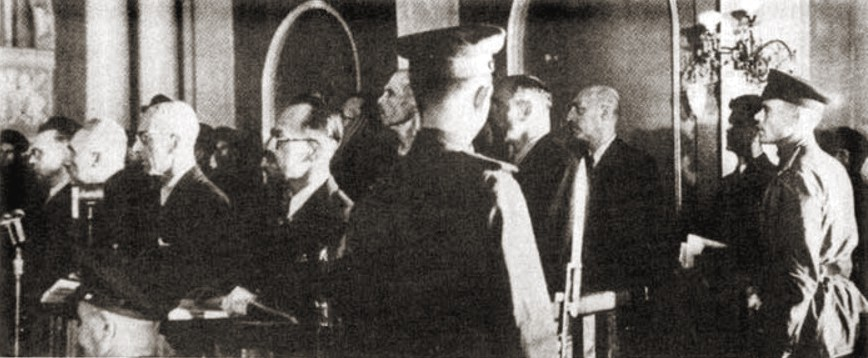
Vụ xử án 16 chính khách Ba Lan, buộc tội
âm mưu chống lại Liên Xô"; Moskva, tháng 6 năm 1945. Những người này có ý định lập Chính phủ Đoàn kết tháng 3 năm 1945, và bị bắt cóc bởi NKVD. Sáu năm sau, chỉ có hai người sống sót.

Khi Ba Lan tái lập sau 1945, người Nga đã đưa Ủy ban Giải phóng Dân tộc Ba Lan, một chính quyền bù nhìn, lên nắm quyền Ba Lan, trước sự bất lực của Chính phủ Ba Lan lưu vong. Ba Lan tiếp tục bị người Nga chiếm đóng thông qua Lực lượng phương Bắc cho tới năm 1993.
Từ năm 1944, nhiều người Ba Lan phản kháng sự cai trị của cộng sản đã tấn công Bộ Dân ủy Nội vụ, Smersh và lực lượng mật gián cộng sản Ba Lan (UB). Những người kháng chiến này về sau được biết tới là Những người lính bị nguyền rủa, đã liên tục tấn công các nhà tù cộng sản. Để trả đũa, Lavrentiy Pavlovich Beriya ra lệnh đày những người Ba Lan phản kháng cộng sản, lên tới 50.000 người năm 1945. Những người lãnh đạo bị NKVD bắt cóc và bị xử án trong một tòa án kangaroo do Liên Xô dựng nên. Không còn ai sống sót sau đó.
Cưỡng hiếp trong thời kỳ giải phóng Ba Lan cũng là một chủ đề gây mâu thuẫn khi nhiều binh lính Liên Xô tham gia một cách sốt sắng các cuộc cưỡng hiếp phụ nữ Ba Lan trong suốt chiến tranh. Joanna Ostrowska và Marcin Zaremba của Viện Hàn lâm Khoa học Ba Lan cho biết lính Nga cưỡng hiếp phụ nữ Ba Lan còn sốt sắng hơn sau khi tiến vào Ba Lan từ năm 1945, đặc biệt là sau cuộc tổng tiến công mùa Đông. Nhiều phụ nữ Ba Lan bấy giờ, vì niềm tự hào thân thể, sự sợ hãi trước người Nga và hơn cả, là tâm lý rụt rè, yếu đuối của phụ nữ bấy giờ, khiến cho họ không thể lên tiếng, làm cho con số có thể tăng lên tới 100.000 người.
Chính vì điều này mà Quan hệ Ba Lan – Nga đến nay vẫn còn khá căng thẳng. Ba Lan đã nhiều lần yêu cầu Nga phải chịu trách nhiệm cho sự tàn phá và phải bồi thường cho những thiệt hại mà Nga gây ra. Người Nga liên tục bác bỏ và tiếp tục viện dẫn quan điểm lịch sử "chúng ta đã giải phóng các người khỏi phát xít, đừng vô ơn".